# Charles Dvorak
Charles Edward Dvorak (ur. 27 listopada 1878 w Chicago, zm. 18 grudnia 1969 w Seattle) – amerykański lekkoatleta, skoczek o tyczce, mistrz olimpijski z Saint Louis z 1904.
Jako student Uniwersytetu Michigan wywalczył dla swej uczelni akademickie mistrzostwo zachodnich stanów w lekkoatletyce w 1900 i pojechał na rozgrywane w tym roku igrzyska olimpijskie w Paryżu. Zgłosił się do konkursu skoku o tyczce, który miał być rozgrywany w niedzielę. Gdy pojawił się wraz z kolegami na stadionie tego dnia, dowiedział się, że ze względów religijnych konkurs będzie przeniesiony na następny dzień. Po wyjściu trzech Amerykanów konkurs jednak rozegrano. Zwyciężył w nim Irving Baxter skromnym wynikiem 3,30 m. Następnego dnia w zawodach pocieszenia Dvorak skoczył 3,39 m, zajmując 2. miejsce.
Dvorak zdobył mistrzostwo Stanów Zjednoczonych w skoku o tyczce w 1901 i 1903. Na igrzyskach olimpijskich w 1904 w Saint Louis zdecydowanie zwyciężył wyprzedzając konkurentów o 15 cm. Jego wynik – 3,50 m był nowym rekordem olimpijskim.
Jako pierwszy skoczek o tyczce światowej klasy używał bambusowej tyczki.